# Vláda Miloše Zemana
Vláda Miloše Zemana zastávala úřad od 22. července 1998 do 15. července 2002. Předsedou vlády byl Miloš Zeman. Po předčasných volbách v roce 1998 sestavila ČSSD jakožto vítězná strana vlastní jednobarevnou menšinovou vládu, která získala důvěru sněmovny díky tzv. Opoziční smlouvě a následnému odchodu poslanců ODS z hlasování o důvěře vládě.

## Legitimita vlády
Legitimita vlády od občanů České republiky (na základě voleb a na začátku vládnutí - pozdější změny v poslaneckých klubech nejsou zohledněny):
| vládní strana         | počet hlasů ve volbách | % zisk  | počet mandátů v PSP ČR | počet křesel ve vládě | předseda strany |
| --------------------- | ---------------------- | ------- | ---------------------- | --------------------- | --------------- |
| ČSSD                  | 1 928 660              | 32,31 % | 74                     | 17–19                 | Miloš Zeman     |
| vládní strany celkově | 1 928 660              | 32,31 % | 74                     | 17–19                 |                 |
| ČR celkově            | 5 969 505              | 100 %   | 200                    | –                     |                 |

## Seznam členů vlády
| Úřad                                                                  | Člen vlády      | Člen vlády      | Subjekt | Subjekt        | Nástup do úřadu   | Odchod z úřadu    |
| --------------------------------------------------------------------- | --------------- | --------------- | ------- | -------------- | ----------------- | ----------------- |
| Předseda vlády                                                        | Miloš Zeman     |                 |         | ČSSD           | 17. července 1998 | 12. července 2002 |
| 1. místopředseda vlády Ministr práce a sociálních věcí                | Vladimír Špidla | Vladimír Špidla |         | ČSSD           | 22. července 1998 | 12. července 2002 |
| Místopředseda vlády (od 12/1999) Ministr zahraničních věcí            | Jan Kavan       | Jan Kavan       |         | ČSSD           | 22. července 1998 | 12. července 2002 |
| Místopředseda vlády                                                   | Pavel Mertlík   | Pavel Mertlík   |         | ČSSD           | 21. července 1999 | 12. dubna 2001    |
| Místopředseda vlády                                                   | Miroslav Grégr  | Miroslav Grégr  |         | ČSSD           | 30. května 2001   | 12. července 2002 |
| Místopředseda vlády pro koordinaci resortů zahraničí, vnitra a obrany | Egon Lánský     | Egon Lánský     |         | ČSSD           | 22. července 1998 | 1. prosince 1999  |
| Místopředseda vlády Předseda Legislativní rady vlády                  | Pavel Rychetský | Pavel Rychetský |         | ČSSD           | 22. července 1998 | 12. července 2002 |
| Ministr vnitra                                                        | Václav Grulich  |                 |         | ČSSD           | 22. července 1998 | 4. dubna 2000     |
| Ministr vnitra                                                        | Stanislav Gross | Stanislav Gross |         | ČSSD           | 5. dubna 2000     | 12. července 2002 |
| Ministr pro místní rozvoj                                             | Jaromír Císař   |                 |         | ČSSD           | 22. července 1998 | 26. dubna 2000    |
| Ministr pro místní rozvoj                                             | Petr Lachnit    |                 |         | ČSSD           | 26. dubna 2000    | 12. července 2002 |
| Ministr zdravotnictví                                                 | Ivan David      | Ivan David      |         | ČSSD           | 22. července 1998 | 9. prosince 1999  |
| Ministr zdravotnictví                                                 | Bohumil Fišer   | Bohumil Fišer   |         | ČSSD           | 9. prosince 1999  | 12. července 2002 |
| Ministr financí                                                       | Ivo Svoboda     |                 |         | ČSSD           | 22. července 1998 | 20. července 1999 |
| Ministr financí                                                       | Pavel Mertlík   | Pavel Mertlík   |         | ČSSD           | 22. července 1999 | 12. dubna 2001    |
| Ministr financí                                                       | Jiří Rusnok     | Jiří Rusnok     |         | ČSSD           | 13. dubna 2001    | 12. července 2002 |
| Ministr spravedlnosti                                                 | Otakar Motejl   |                 |         | nestr. za ČSSD | 1. srpna 1998     | 16. října 2000    |
| Ministr spravedlnosti                                                 | Pavel Rychetský | Pavel Rychetský |         | ČSSD           | 17. října 2000    | 1. února 2001     |
| Ministr spravedlnosti                                                 | Jaroslav Bureš  |                 |         | nestr. za ČSSD | 2. února 2001     | 12. července 2002 |
| Ministr kultury                                                       | Pavel Dostál    |                 |         | ČSSD           | 22. července 1998 | 12. července 2002 |
| Ministr průmyslu a obchodu                                            | Miroslav Grégr  | Miroslav Grégr  |         | ČSSD           | 22. července 1998 | 12. července 2002 |
| Ministr zemědělství                                                   | Jan Fencl       | Jan Fencl       |         | ČSSD           | 22. července 1998 | 12. července 2002 |
| Ministr školství, mládeže a tělovýchovy                               | Eduard Zeman    |                 |         | ČSSD           | 22. července 1998 | 12. července 2002 |
| Ministr obrany                                                        | Vladimír Vetchý | Vladimír Vetchý |         | ČSSD           | 22. července 1998 | 4. května 2001    |
| Ministr obrany                                                        | Jaroslav Tvrdík | Jaroslav Tvrdík |         | ČSSD           | 4. května 2001    | 12. července 2002 |
| Ministr dopravy a spojů                                               | Antonín Peltrám |                 |         | ČSSD           | 22. července 1998 | 26. dubna 2000    |
| Ministr dopravy a spojů                                               | Jaromír Schling |                 |         | ČSSD           | 26. dubna 2000    | 12. července 2002 |
| Ministr životního prostředí                                           | Miloš Kužvart   | Miloš Kužvart   |         | ČSSD           | 22. července 1998 | 12. července 2002 |
| Ministr bez portfeje Vedoucí úřadu vlády (od 3/2000)                  | Jaroslav Bašta  | Jaroslav Bašta  |         | ČSSD           | 22. července 1998 | 23. března 2000   |
| Ministr bez portfeje Vedoucí úřadu vlády (od 3/2000)                  | Karel Březina   | Karel Březina   |         | ČSSD           | 23. března 2000   | 12. července 2002 |

## Důvěra parlamentu
Na základě opoziční smlouvy dojednané s ODS odešlo při hlasování o důvěře vládě dne 19. srpna 1998 všech 63 poslanců ODS z jednacího sálu, a tím získalo přítomných 73 poslanců ČSSD převahu. Proti byly kluby KDU-ČSL a Unie svobody, poslanci za KSČM se zdrželi.

## Činnost vlády
Vláda dojednala s Rakouskem dohodu v Melku (2000) urovnávající spory o jadernou elektrárnu Temelín a došlo k jejímu spuštění (2002), byly zřízeny kraje, došlo ke změně volebního systému a navzdory svému programovému prohlášení v roce 2002 zahájila proces zrušení branné povinnosti a profesionalizace armády. Česko vstoupilo do NATO a vláda schválila intervenci v kosovské válce známou též jako kontroverzní bombardování Jugoslávie. Během vlády probíhala většina přístupových jednání před vstupem ČR do Evropské unie. Vládní kampaň proti korupci akce Čisté ruce skončila bez výsledku, blamáží a odchodem Jaroslava Bašty z vlády na post velvyslance v Rusku.
V červenci 1999 vláda Miloše Zemana prodala firmě Investenergy, kterou skrytě vlastnicky ovládali manažeři podniku, zbylý státní podíl ve firmě Mostecká uhelná společnost za 650 milionů korun. Podle deníku MF DNES část peněz z privatizace MUS zprostředkovaně mířila k oficiálním stranickým představitelům ČSSD. Kauza Mostecká uhelná se táhla čtvrt století a vynesly v ní rozsudky švýcarské a české soudy. Vláda také rozhodla o privatizaci Unipetrolu firmě Agrofert, která však nebyla realizována, a schválila nákup švédských stíhacích letounů JAS-39 Gripen, který kvůli nejasnostem financování neschválil parlament a později Gripeny získala ČR formou pronájmu.
Nepřímo se vlády týkalo několik kauz. Aféra politického vydírání Štiřín zahrnovala poradce premiéra Jaroslava Novotného a sekretáře ministra zahraničí Kavana Karla Srby. Ten byl soudem očištěn a později uznán vinným z objednání vraždy novinářky Sabiny Slonkové, která vyšetřovala kauzu Český dům a případy zneužívání zakázek při opravách velvyslanectví. Operace Olovo připravovaná poradci premiéra Miroslavem Šloufem a Vratislavem Šímou měla diskreditovat přední političku ČSSD Petru Buzkovou (zkratka jména Pb) a premiér kvůli zveřejnění aféry podal na Slonkovou a Kubíka trestní oznámení pro pomluvu.

## Demise
12. července 2002 podala vláda demisi a prezident republiky Václav Havel jmenoval premiérem Vladimíra Špidlu. 15. července 2002 jmenoval prezident ministry nové Špidlovy vlády.